# 오토 뢰비
오토 뢰비(영어: Otto Loewi, 1873년 6월 3일 ~ 1961년 12월 25일)는 독일 제국 출신의 미국의 약리학자이다. 1936년에 신경 자극의 화학적 전달에 관한 연구로 헨리 핼릿 데일과 함께 노벨 생리학·의학상을 수상했다.

## 수상 경력
- 1936년 : 노벨 생리학·의학상

## 회원
- 1954년 : 왕립학회 외국인 회원[4]

## 참고 문헌
- Nobel Lectures, Physiology or Medicine 1922–1941, Elsevier Publishing Company, Amsterdam, 1965.
- Kandel ER, Schwartz JH, Jessell TM. Principles of Neural Science, 4th ed. McGraw-Hill, New York (2000). ISBN 0-8385-7701-6
- From the Workshop of Discoveries Porter Lecture at the University of Kansas, 1953 (University of Kansas Press, Lawrence, 1953). Full-text PDF file.